# Горюпино
Горюпино — деревня в Кардымовском районе Смоленской области России. Входит в состав Нетризовского сельского поселения. 
Расположена в центральной части области в 14 км к юго-западу от Кардымова, в 13 км южнее автодороги Р134 «Старая Смоленская дорога» Смоленск — Дорогобуж — Вязьма — Зубцов, на берегу реки Малый Вопец. В 1 км северо-восточнее деревни расположена железнодорожная станция Конец на линии Смоленск — Сухиничи. 
В деревне родился Герой Советского Союза Пётр Макаров.

## История
В годы Великой Отечественной войны деревня была оккупирована гитлеровскими войсками в августе 1941 года, освобождена в сентябре 1943 года.